# Dropik senegalski
Dropik senegalski (Eupodotis senegalensis) – gatunek dużego ptaka z rodziny dropi (Otididae), zamieszkujący Afrykę Subsaharyjską. Żyje w parach lub grupach rodzinnych. Skryty, wykrywany najczęściej po głosie. Nie jest zagrożony wyginięciem.
WyglądPtak o brązowym grzbiecie i skrzydłach oraz białym brzuchu. Samiec – ciemna czapeczka, biały przód głowy, czarne gardło, niebieskoszary przód szyi. Samica – brązowa czapeczka, maska, gardło oraz przód szyi białe lub jasnobrązowe.
RozmiaryDługość ciała 50–60 cm, masa ciała 1400–1500 g. Samice mniejsze od samców.
Zasięg, środowiskoAfryka Subsaharyjska do wschodniej części Afryki Południowej. Występuje rzadko i lokalnie na sawannach i półpustyniach.
PodgatunkiWyróżnia się 5 podgatunków E. senegalensis
- E. s. senegalensis (Vieillot, 1820) – dropik senegalski[4] – południowo-zachodnia Mauretania do Sudanu i zachodniej Etiopii na południe po Gwineę, Kamerun i Republikę Środkowoafrykańską
- E. s. canicollis (Reichenow, 1881) – Etiopia i Somalia do północno-wschodniej Tanzanii
- E. s. erlangeri (Reichenow, 1905) – południowo-zachodnia Kenia, zachodnia Tanzania
- E. s. mackenziei C.M.N. White, 1945 – wschodni Gabon do wschodniej Angoli i zachodniej Zambii
- E. s. barrowii (J.E. Gray, 1829) – dropik białobrzuchy[4] – południowo-wschodnia Botswana, wschodnia Południowa Afryka i Eswatini

StatusIUCN uznaje dropika senegalskiego za gatunek najmniejszej troski (LC, Least Concern) nieprzerwanie od 1988 roku. Liczebność światowej populacji nie została oszacowana, ale ptak ten opisywany jest jako zazwyczaj niezbyt pospolity bądź rzadki. Trend liczebności populacji uznawany jest za spadkowy ze względu na postępujące niszczenie siedlisk.